# Olympische Sommerspiele 2024/Teilnehmer (Brasilien)
| Gelbes Symbol für Goldmedaillen mit stilisierten Olympischen Ringen | Graues Symbol für Silbermedaillen mit stilisierten Olympischen Ringen | Braundes Symbol für Bronzemedaillen mit stilisierten Olympischen Ringen |
| ------------------------------------------------------------------- | --------------------------------------------------------------------- | ----------------------------------------------------------------------- |
| 3                                                                   | 7                                                                     | 10                                                                      |

Brasilien nahm an den Olympischen Spielen 2024 vom 26. Juli bis zum 11. August 2024 in Paris teil. Es war die insgesamt 24. Teilnahme an Olympischen Sommerspielen.
Für die Eröffnungsfeier wurden die Siebener-Rugby-Spielerin Raquel Kochhann und der Kanute Isaquias Queiroz zu den Fahnenträgern der Mannschaft Brasiliens ernannt.

## Medaillen

### Medaillenspiegel
| Rang   | Sportart        | Gold | Silber | Bronze | Gesamt |
| ------ | --------------- | ---- | ------ | ------ | ------ |
| 1      | Turnen          | 1    | 2      | 1      | 4      |
| 2      | Judo            | 1    | 1      | 2      | 4      |
| 3      | Beachvolleyball | 1    | 0      | 0      | 1      |
| 4      | Leichtathletik  | 0    | 1      | 1      | 2      |
| 4      | Surfen          | 0    | 1      | 1      | 2      |
| 6      | Fußball         | 0    | 1      | 0      | 1      |
| 6      | Kanu            | 0    | 1      | 0      | 1      |
| 8      | Skateboard      | 0    | 0      | 2      | 2      |
| 9      | Boxen           | 0    | 0      | 1      | 1      |
| 9      | Taekwondo       | 0    | 0      | 1      | 1      |
| 9      | Volleyball      | 0    | 0      | 1      | 1      |
| Gesamt | Gesamt          | 3    | 7      | 10     | 20     |

### Medaillengewinner
| Name/n | Sportart        | Wettkampf               |
| --- | --------------- | ----------------------- |
| Gold |                 |                         |
| Rebeca Andrade | Turnen          | Boden                   |
| Ana Patrícia Ramos Duda Lisboa | Beachvolleyball | Beachvolleyball         |
| Beatriz Souza | Judo            | Klasse über 78 kg       |
| Silber |                 |                         |
| Rebeca Andrade | Turnen          | Sprung Mehrkampf Einzel |
| Caio Bonfim | Leichtathletik  | 20 km Gehen             |
| Willian Lima | Judo            | Klasse bis 66 kg        |
| Adriana Ana Vitória Angelina Antônia Duda Sampaio Gabi Nunes Gabi Portilho Jheniffer Kerolin Lauren Lorena Luciana Ludmila Marta Priscila Rafaelle Tainá Tamires Tarciane Thais Ferreira Yasmim Vitória Yaya | Fußball         | Fußball                 |
| Isaquias Queiroz | Kanu            | C1 1000 m               |
| Tatiana Weston-Webb | Surfen          | Shortboard              |
| Bronze |                 |                         |
| Augusto Akio | Skateboard      | Park                    |
| Beatriz Ferreira | Boxen           | Klasse bis 60 kg        |
| Rayssa Leal | Skateboard      | Street                  |
| Gabriel Medina | Surfen          | Shortboard              |
| Larissa Pimenta | Judo            | Klasse bis 52 kg        |
| Edival Pontes | Taekwondo       | Klasse bis 68 kg        |
| Alison dos Santos | Leichtathletik  | 400 m Hürden            |
| Daniel Cargnin Leonardo Gonçalves Willian Lima Rafael Macedo Larissa Pimenta Ketleyn Quadros Guilherme Schimidt Rafael Silva Rafaela Silva Beatriz Souza                                                     | Judo            | Mixed Team              |
| Rebeca Andrade Jade Barbosa Lorrane Oliveira Flávia Saraiva Julia Soares | Turnen          | Mehrkampf Mannschaft    |
| Julia Bergmann Macris Carneiro Nyeme Costa Diana Duarte Gabriela Guimarães Thaísa Menezes Rosamaria Montibeller Roberta Ratzke Tainara Santos Ana Carolina da Silva Ana Cristina de Souza Lorenne Teixeira   | Volleyball      | Volleyball              |

## Teilnehmer nach Sportarten

### Badminton
Über die Race-to-Paris-Rangliste qualifizierte sich je ein brasilianischer Badmintonspieler für die beiden Einzelwettbewerbe.
| Athleten             | Wettbewerb | Gruppenphase | Gruppenphase       | Gruppenphase | Gruppenphase | Achtelfinale  | Achtelfinale  | Viertelfinale | Viertelfinale | Halbfinale    | Halbfinale    | Finale / Platz 3 | Finale / Platz 3 | Rang |
| Athleten             | Wettbewerb | Gegner       | Ergebnis           | Punkte       | Rang         | Gegner        | Ergebnis      | Gegner        | Ergebnis      | Gegner        | Ergebnis      | Gegner           | Ergebnis         | Rang |
| -------------------- | ---------- | ------------ | ------------------ | ------------ | ------------ | ------------- | ------------- | ------------- | ------------- | ------------- | ------------- | ---------------- | ---------------- | ---- |
| Frauen               |            |              |                    |              |              |               |               |               |               |               |               |                  |                  |      |
| Juliana Viana Vieira | Einzel     | S. Katethong | 0:2 (16:21, 19:21) | 1            | 2            | ausgeschieden | ausgeschieden | ausgeschieden | ausgeschieden | ausgeschieden | ausgeschieden | ausgeschieden    | ausgeschieden    | 14   |
| Juliana Viana Vieira | Einzel     | Lo S. Y.     | 2:0 (21:19, 21:14) | 1            | 2            | ausgeschieden | ausgeschieden | ausgeschieden | ausgeschieden | ausgeschieden | ausgeschieden | ausgeschieden    | ausgeschieden    | 14   |
| Männer               |            |              |                    |              |              |               |               |               |               |               |               |                  |                  |      |
| Ygor Coelho          | Einzel     | K. Naraoka   | 0:2 (16:21, 19:21) | 0            | 3            | ausgeschieden | ausgeschieden | ausgeschieden | ausgeschieden | ausgeschieden | ausgeschieden | ausgeschieden    | ausgeschieden    | 27   |
| Ygor Coelho          | Einzel     | Jeon H.-j.   | 0:2 (12:21, 19:21) | 0            | 3            | ausgeschieden | ausgeschieden | ausgeschieden | ausgeschieden | ausgeschieden | ausgeschieden | ausgeschieden    | ausgeschieden    | 27   |

### Basketball
Die brasilianischen Männer qualifizierten sich durch den Sieg im Qualifikationsturnier in Riga.
| Wettbewerb    | Männer |
| ------------- | --- |
| Athleten      | Marcelinho Huertas Vítor Benite Yago dos Santos Raul Neto Leonardo Meindl Bruno Caboclo Cristiano Felício Georginho de Paula Gui Santos João Cardoso Lucas Dias Didi Louzada |
| Trainer       | Aleksandar Petrović |
| Gruppenphase  | Frankreich (66:78) Deutschland (73:86) Japan (102:84) |
| Viertelfinale | Vereinigte Staaten (87:122) |
| Halbfinale    | ausgeschieden |
| Finale        | ausgeschieden |
| Rang          | 7. Platz |

### Beachvolleyball
Über das olympische Qualifikationsranking hatten sich je zwei Teams bei den Frauen und Männern qualifiziert. Damit war Brasilien im Beachvolleyball mit dem Maximum von acht Athleten vertreten.
| Athleten                            | Gruppenphase           | Gruppenphase              | Gruppenphase | Gruppenphase | Achtelfinale          | Achtelfinale       | Viertelfinale     | Viertelfinale      | Halbfinale       | Halbfinale                | Finale / Platz 3  | Finale / Platz 3          | Rang |
| Athleten                            | Gegner                 | Ergebnis                  | Punkte       | Rang         | Gegner                | Ergebnis           | Gegner            | Ergebnis           | Gegner           | Ergebnis                  | Gegner            | Ergebnis                  | Rang |
| ----------------------------------- | ---------------------- | ------------------------- | ------------ | ------------ | --------------------- | ------------------ | ----------------- | ------------------ | ---------------- | ------------------------- | ----------------- | ------------------------- | ---- |
| Frauen                              |                        |                           |              |              |                       |                    |                   |                    |                  |                           |                   |                           |      |
| Ana Patrícia Ramos Duda Lisboa      | Marwa / Elghobashy     | 2:0 (21:14, 21:19)        | 6            | 1            | Hasegawa / Ishii      | 2:0 (21:15, 21:16) | Tīna / Anastasija | 2:0 (21:16, 21:10) | Mariafe / Clancy | 2:1 (20:22, 21:15, 15:12) | Melissa / Brandie | 2:1 (26:24, 12:21, 15:10) | Gold |
| Ana Patrícia Ramos Duda Lisboa      | Liliana / Paula        | 2:0 (21:12, 21:13)        | 6            | 1            | Hasegawa / Ishii      | 2:0 (21:15, 21:16) | Tīna / Anastasija | 2:0 (21:16, 21:10) | Mariafe / Clancy | 2:1 (20:22, 21:15, 15:12) | Melissa / Brandie | 2:1 (26:24, 12:21, 15:10) | Gold |
| Ana Patrícia Ramos Duda Lisboa      | Gottardi / Menegatti   | 2:0 (21:17, 21:10)        | 6            | 1            | Hasegawa / Ishii      | 2:0 (21:15, 21:16) | Tīna / Anastasija | 2:0 (21:16, 21:10) | Mariafe / Clancy | 2:1 (20:22, 21:15, 15:12) | Melissa / Brandie | 2:1 (26:24, 12:21, 15:10) | Gold |
| Carol Solberg Bárbara Seixas        | Akiko / Ishii          | 2:0 (21:12, 21:19)        | 6            | 1            | Mariafe / Clancy      | 0:2 (22:24, 14:21) | ausgeschieden     | ausgeschieden      | ausgeschieden    | ausgeschieden             | ausgeschieden     | ausgeschieden             | 9    |
| Carol Solberg Bárbara Seixas        | Paulikienė / Raupelytė | 2:0 (21:13, 21:14)        | 6            | 1            | Mariafe / Clancy      | 0:2 (22:24, 14:21) | ausgeschieden     | ausgeschieden      | ausgeschieden    | ausgeschieden             | ausgeschieden     | ausgeschieden             | 9    |
| Carol Solberg Bárbara Seixas        | Stam / Schoon          | 2:1 (16:21, 21:17, 19:17) | 6            | 1            | Mariafe / Clancy      | 0:2 (22:24, 14:21) | ausgeschieden     | ausgeschieden      | ausgeschieden    | ausgeschieden             | ausgeschieden     | ausgeschieden             | 9    |
| Männer                              |                        |                           |              |              |                       |                    |                   |                    |                  |                           |                   |                           |      |
| George Wanderley André Loyola Stein | Abicha / Elgraoui      | 2:0 (21:18, 21:10)        | 4            | 3            | Ehlers / Wickler      | 0:2 (16:21, 17:21) | ausgeschieden     | ausgeschieden      | ausgeschieden    | ausgeschieden             | ausgeschieden     | ausgeschieden             | 9    |
| George Wanderley André Loyola Stein | Diaz / Alayo           | 0:2 (13:21, 18:21)        | 4            | 3            | Ehlers / Wickler      | 0:2 (16:21, 17:21) | ausgeschieden     | ausgeschieden      | ausgeschieden    | ausgeschieden             | ausgeschieden     | ausgeschieden             | 9    |
| George Wanderley André Loyola Stein | Partain / Benesh       | 1:2 (17:21, 21:14, 8:15)  | 4            | 3            | Ehlers / Wickler      | 0:2 (16:21, 17:21) | ausgeschieden     | ausgeschieden      | ausgeschieden    | ausgeschieden             | ausgeschieden     | ausgeschieden             | 9    |
| Evandro Gonçalves Arthur Mariano    | Hörl / Horst           | 2:0 (21:18, 21:19)        | 6            | 1            | van de Velde / Immers | 2:0 (21:16, 21:16) | Åhman / Hellvig   | 0:2 (17:21, 16:21) | ausgeschieden    | ausgeschieden             | ausgeschieden     | ausgeschieden             | 5    |
| Evandro Gonçalves Arthur Mariano    | Schachter / Dearing    | 2:0 (21:13, 21:16)        | 6            | 1            | van de Velde / Immers | 2:0 (21:16, 21:16) | Åhman / Hellvig   | 0:2 (17:21, 16:21) | ausgeschieden    | ausgeschieden             | ausgeschieden     | ausgeschieden             | 5    |
| Evandro Gonçalves Arthur Mariano    | Perušič / Schweiner    | 2:0 (21:18, 21:16)        | 6            | 1            | van de Velde / Immers | 2:0 (21:16, 21:16) | Åhman / Hellvig   | 0:2 (17:21, 16:21) | ausgeschieden    | ausgeschieden             | ausgeschieden     | ausgeschieden             | 5    |

### Bogenschießen
Über die Weltmeisterschaften 2023 erhielt Brasilien einen Startplatz für den Einzelwettbewerb der Männer. Bei den Panamerikanischen Spielen 2023 gelang dies auch für den Einzelwettbewerb der Frauen. Somit konnte man auch im Mixed-Wettbewerb an den Start gehen.
| Athleten                           | Wettbewerb | Qualifikation | Qualifikation | 1. Runde    | 1. Runde | 2. Runde     | 2. Runde | Achtelfinale | Achtelfinale | Viertelfinale | Viertelfinale | Halbfinale    | Halbfinale    | Finale / Platz 3 | Finale / Platz 3 | Rang |
| Athleten                           | Wettbewerb | Ringe         | Rang          | Gegner      | Ergebnis | Gegner       | Ergebnis | Gegner       | Ergebnis     | Gegner        | Ergebnis      | Gegner        | Ergebnis      | Gegner           | Ergebnis         | Rang |
| ---------------------------------- | ---------- | ------------- | ------------- | ----------- | -------- | ------------ | -------- | ------------ | ------------ | ------------- | ------------- | ------------- | ------------- | ---------------- | ---------------- | ---- |
| Frauen                             |            |               |               |             |          |              |          |              |              |               |               |               |               |                  |                  |      |
| Ana Luiza Caetano                  | Einzel     | 660 PB        | 19            | Ž. Pintarič | 6:2      | S. Mashayikh | 6:5      | L. Barbelin  | 2:6          | ausgeschieden | ausgeschieden | ausgeschieden | ausgeschieden | ausgeschieden    | ausgeschieden    | 9    |
| Männer                             |            |               |               |             |          |              |          |              |              |               |               |               |               |                  |                  |      |
| Marcus D’Almeida                   | Einzel     | 673           | 17            | M. Ussatsch | 6:2      | F. Saito     | 7:1      | Kim W.-j.    | 1:7          | ausgeschieden | ausgeschieden | ausgeschieden | ausgeschieden | ausgeschieden    | ausgeschieden    | 9    |
| Mixed                              |            |               |               |             |          |              |          |              |              |               |               |               |               |                  |                  |      |
| Ana Luiza Caetano Marcus D’Almeida | Mannschaft | 1333          | 10            | —           | —        | —            | —        | Mexiko       | 1:5          | ausgeschieden | ausgeschieden | ausgeschieden | ausgeschieden | ausgeschieden    | ausgeschieden    | 9    |

### Boxen
Bei den Panamerikanischen Spielen 2023 konnten sich gleich neun brasilianische Boxer für die Olympischen Spiele qualifizieren. Zudem konnte sich Luiz Oliveira über das erste internationale Qualifikationsturnier in Italien qualifizieren.
| Athleten                    | Wettbewerb       | 1. Runde | 1. Runde | Achtelfinale | Achtelfinale | Viertelfinale | Viertelfinale | Halbfinale    | Halbfinale    | Finale        | Finale        | Rang   |
| Athleten                    | Wettbewerb       | Gegner   | Ergebnis | Gegner       | Ergebnis     | Gegner        | Ergebnis      | Gegner        | Ergebnis      | Gegner        | Ergebnis      | Rang   |
| --------------------------- | ---------------- | -------- | -------- | ------------ | ------------ | ------------- | ------------- | ------------- | ------------- | ------------- | ------------- | ------ |
| Frauen                      |                  |          |          |              |              |               |               |               |               |               |               |        |
| Caroline Barbosa de Almeida | Klasse bis 50 kg | Freilos  | Freilos  | N. Qysaibai  | 0:5          | ausgeschieden | ausgeschieden | ausgeschieden | ausgeschieden | ausgeschieden | ausgeschieden | 9      |
| Tatiana de Jesus            | Klasse bis 54 kg | Freilos  | Freilos  | Im A.-j.     | 1:4          | ausgeschieden | ausgeschieden | ausgeschieden | ausgeschieden | ausgeschieden | ausgeschieden | 9      |
| Jucielen Romeu              | Klasse bis 57 kg | Freilos  | Freilos  | A. Mendoza   | 4:1          | E. Yıldız     | 1:4           | ausgeschieden | ausgeschieden | ausgeschieden | ausgeschieden | 5      |
| Beatriz Ferreira            | Klasse bis 60 kg | Freilos  | Freilos  | J. Gonzalez  | 5:0          | C. Heijnen    | 5:0           | K. Harrington | 1:4           | ausgeschieden | ausgeschieden | Bronze |
| Barbara Maria dos Santos    | Klasse bis 66 kg | Freilos  | Freilos  | Chen N.-c.   | 0:5          | ausgeschieden | ausgeschieden | ausgeschieden | ausgeschieden | ausgeschieden | ausgeschieden | 9      |
| Männer                      |                  |          |          |              |              |               |               |               |               |               |               |        |
| Michael Trindade            | Klasse bis 51 kg | Freilos  | Freilos  | A. Claro     | 0:5          | ausgeschieden | ausgeschieden | ausgeschieden | ausgeschieden | ausgeschieden | ausgeschieden | 9      |
| Luiz Oliveira               | Klasse bis 57 kg | Freilos  | Freilos  | J. Harvey    | 2:3          | ausgeschieden | ausgeschieden | ausgeschieden | ausgeschieden | ausgeschieden | ausgeschieden | 9      |
| Wanderley Pereira           | Klasse bis 80 kg | Freilos  | Freilos  | C. Belony    | 5:0          | O. Chyschnjak | 0:5           | ausgeschieden | ausgeschieden | ausgeschieden | ausgeschieden | 5      |
| Keno Machado                | Klasse bis 92 kg | —        | —        | P. Brown     | 4:1          | L. Mullojonov | 0:5           | ausgeschieden | ausgeschieden | ausgeschieden | ausgeschieden | 5      |
| Abner Teixeira              | Klasse ab 92 kg  | —        | —        | G. Congo     | 2:3          | ausgeschieden | ausgeschieden | ausgeschieden | ausgeschieden | ausgeschieden | ausgeschieden | 9      |

### Fechten
Als beste amerikanische Athleten der jeweiligen Ranglisten, deren Mannschaften die Qualifikation nicht gelang, qualifizierten sich Nathalie Moellhausen und Guilherme Toldo für die Olympischen Spiele. Durch ihren Sieg im amerikanischen Qualifikationsturnier ist auch Mariana Pistoia im Florettfechten der Frauen in Paris dabei.
| Athleten             | Wettbewerb     | 1. Runde    | 1. Runde | 2. Runde      | 2. Runde      | Achtelfinale  | Achtelfinale  | Viertelfinale | Viertelfinale | Halbfinale / Klassifikation | Halbfinale / Klassifikation | Finale / Platzierung | Finale / Platzierung | Rang |
| Athleten             | Wettbewerb     | Gegner      | Ergebnis | Gegner        | Ergebnis      | Gegner        | Ergebnis      | Gegner        | Ergebnis      | Gegner                      | Ergebnis                    | Gegner               | Ergebnis             | Rang |
| -------------------- | -------------- | ----------- | -------- | ------------- | ------------- | ------------- | ------------- | ------------- | ------------- | --------------------------- | --------------------------- | -------------------- | -------------------- | ---- |
| Frauen               |                |             |          |               |               |               |               |               |               |                             |                             |                      |                      |      |
| Nathalie Moellhausen | Degen Einzel   | Freilos     | Freilos  | R. Xiao       | 11:15         | ausgeschieden | ausgeschieden | ausgeschieden | ausgeschieden | ausgeschieden               | ausgeschieden               | ausgeschieden        | ausgeschieden        | 19   |
| Mariana Pistoia      | Florett Einzel | S. Catantan | 13:15    | ausgeschieden | ausgeschieden | ausgeschieden | ausgeschieden | ausgeschieden | ausgeschieden | ausgeschieden               | ausgeschieden               | ausgeschieden        | ausgeschieden        | 33   |
| Männer               |                |             |          |               |               |               |               |               |               |                             |                             |                      |                      |      |
| Guilherme Toldo      | Florett Einzel | Freilos     | Freilos  | Mo Z.         | 7:15          | ausgeschieden | ausgeschieden | ausgeschieden | ausgeschieden | ausgeschieden               | ausgeschieden               | ausgeschieden        | ausgeschieden        | 20   |

### Fußball
Durch den Sieg bei der Südamerikameisterschaft 2022 qualifizierten sich die brasilianischen Fußballerinnen für das olympische Turnier.
| Wettbewerb      | Frauen (Spiele/Tore) |
| --------------- | --- |
| Athleten        | Adriana (4/1) Ana Vitória (6/0) Antônia (3/0) Duda Sampaio (6/0) Gabi Nunes (5/1) Gabi Portilho (5/2) Jheniffer (6/1) Kerolin (5/1) Lorena (6/0) Ludmila (6/0) Marta (4/0) Rafaelle (4/0) Tainá (0/0) Tamires (3/0) Tarciane (6/0) Thais Ferreira (4/0) Yasmim (5/0) Vitória Yaya (4/0) |
| P-Akkreditierte | Angelina (4/0) Lauren (5/0) Luciana (0/0) Priscila (3/0) |
| Trainer         | Arthur Elias |
| Gruppenphase    | Nigeria (1:0) Japan (1:2) Spanien (0:2) |
| Viertelfinale   | Frankreich (1:0) |
| Halbfinale      | Spanien (4:2) |
| Finale          | Vereinigte Staaten (0:1) |
| Rang            | Silber |

### Gewichtheben
Über die olympische Qualifikationsrangliste der IWF qualifizierten sich zwei brasilianische Gewichtheberinnen.
| Athleten      | Wettbewerb       | Reißen  | Reißen | Stoßen  | Stoßen | Zweikampf | Zweikampf | Rang |
| Athleten      | Wettbewerb       | Gewicht | Rang   | Gewicht | Rang   | Gewicht   | Rang      | Rang |
| ------------- | ---------------- | ------- | ------ | ------- | ------ | --------- | --------- | ---- |
| Frauen        |                  |         |        |         |        |           |           |      |
| Amanda Schott | Klasse bis 71 kg | 106 kg  | 7      | 123 kg  | 9      | 229 kg    | 8         | 8    |
| Laura Amaro   | Klasse bis 81 kg | 105 kg  | 7      | 135 kg  | 7      | 240 kg    | 7         | 7    |

### Handball
Durch den Sieg bei den Panamerikanischen Spielen 2023 sicherten sich die brasilianischen Handballerinnen die Teilnahme am olympischen Turnier.
| Wettbewerb    | Frauen |
| ------------- | --- |
| Athleten      | Gabriela Moreschi (6/0) Bruna de Paula (6/24) Mariane Fernándes (5/9) Tamires Morena Araújo (6/9) Jéssica Quintino (6/11) Larissa Araújo (3/9) Adriana Cardoso de Castro (6/7) Giulia Guarieiro (3/9) Gabriela Bitolo (6/20) Marcela Arounian (6/2) Patrícia Matieli (6/16) Kelly Rosa (6/4) Renata Arruda (6/0) Jhennifer Lopes (6/1) Ana Cláudia Bolzan (3/9) Samara Vieira (4/12) |
| Trainer       | Cristiano da Rocha |
| Gruppenphase  | Spanien (29:18) Ungarn (24:25) Frankreich (20:26) Niederlande (24:31) Angola (30:19) |
| Viertelfinale | Norwegen (15:32) |
| Halbfinale    | ausgeschieden |
| Finale        | ausgeschieden |
| Rang          | 7. Platz |

### Judo
Über die IJF-Weltrangliste konnten sich 13 brasilianische Judokas qualifizieren. Durch die Qualifikation in den entsprechenden Gewichtsklassen ging auch ein Mixed-Team an den Start.
| Athleten | Wettbewerb         | 1. Runde      | 1. Runde | 2. Runde      | 2. Runde      | Achtelfinale  | Achtelfinale  | Viertelfinale     | Viertelfinale | Halbfinale / Trostrunde | Halbfinale / Trostrunde | Finale / Platz 3    | Finale / Platz 3 | Rang   |
| Athleten | Wettbewerb         | Gegner        | Ergebnis | Gegner        | Ergebnis      | Gegner        | Ergebnis      | Gegner            | Ergebnis      | Gegner                  | Ergebnis                | Gegner              | Ergebnis         | Rang   |
| --- | ------------------ | ------------- | -------- | ------------- | ------------- | ------------- | ------------- | ----------------- | ------------- | ----------------------- | ----------------------- | ------------------- | ---------------- | ------ |
| Frauen |                    |               |          |               |               |               |               |                   |               |                         |                         |                     |                  |        |
| Natasha Ferreira | Klasse bis 48 kg   | N. Tsunoda    | 0:11     | —             | —             | ausgeschieden | ausgeschieden | ausgeschieden     | ausgeschieden | ausgeschieden           | ausgeschieden           | ausgeschieden       | ausgeschieden    | 17     |
| Larissa Pimenta | Klasse bis 52 kg   | D. Silva      | 10:0     | —             | —             | C. Giles      | 1:0s2         | A. Buchard        | 0s2:1s2       | M. Ballhaus             | 10s1:0s2                | O. Giuffrida        | 10s2:0s3         | Bronze |
| Rafaela Silva | Klasse bis 57 kg   | Freilos       | Freilos  | —             | —             | M. Pardaýewa  | 10:0          | E. Liparteliani   | 10:0s1        | Huh M.-m.               | 0s2:1                   | H. Funakubo         | 0s4:10s2         | 5      |
| Ketleyn Quadros | Klasse bis 63 kg   | C. Cabaña     | 10:0     | —             | —             | C. Agbegnenou | 0s2:1         | ausgeschieden     | ausgeschieden | ausgeschieden           | ausgeschieden           | ausgeschieden       | ausgeschieden    | 9      |
| Mayra Aguiar | Klasse bis 78 kg   | Freilos       | Freilos  | A. Bellandi   | 0:1           | ausgeschieden | ausgeschieden | ausgeschieden     | ausgeschieden | ausgeschieden           | ausgeschieden           | ausgeschieden       | ausgeschieden    | 9      |
| Beatriz Souza | Klasse über 78 kg  | Freilos       | Freilos  | —             | —             | I. Marenco    | 10:0          | Kim H.-y.         | 1:0           | R. Dicko                | 10:0                    | R. Hershko          | 1:0              | Gold   |
| Männer |                    |               |          |               |               |               |               |                   |               |                         |                         |                     |                  |        |
| Michel Augusto | Klasse bis 60 kg   | S. Sancho     | 1:0      | —             | —             | R. Nagayama   | 0s3:10s1      | ausgeschieden     | ausgeschieden | ausgeschieden           | ausgeschieden           | ausgeschieden       | ausgeschieden    | 9      |
| Willian Lima | Klasse bis 66 kg   | S. Nurillayev | 1s2:0s1  | —             | —             | S. Rahymow    | 10:0s3        | J. Baschüü        | 1s2:0s2       | G. Qyrghysbajew         | 10s2:0s2                | H. Abe              | 0s1:10           | Silber |
| Daniel Cargnin | Klasse bis 73 kg   | A. Gjakova    | 0s1:10s2 | —             | —             | ausgeschieden | ausgeschieden | ausgeschieden     | ausgeschieden | ausgeschieden           | ausgeschieden           | ausgeschieden       | ausgeschieden    | 17     |
| Guilherme Schimidt | Klasse bis 81 kg   | Freilos       | Freilos  | E. Šerifovski | 11:0s1        | A. Esposito   | 0s2:1s1       | ausgeschieden     | ausgeschieden | ausgeschieden           | ausgeschieden           | ausgeschieden       | ausgeschieden    | 9      |
| Rafael Macedo | Klasse bis 90 kg   | N. van 't End | 10:0     | —             | —             | A. Creț       | 10:0          | T. Mosakhlishvili | 0:1           | Han J.-y.               | 11:0                    | M.-G. Ngayap Hambou | 0:10             | 5      |
| Leonardo Gonçalves | Klasse bis 100 kg  | D. Kostoev    | 1:10     | ausgeschieden | ausgeschieden | ausgeschieden | ausgeschieden | ausgeschieden     | ausgeschieden | ausgeschieden           | ausgeschieden           | ausgeschieden       | ausgeschieden    | 17     |
| Rafael Silva | Klasse über 100 kg | U. Kokauri    | 0:10     | ausgeschieden | ausgeschieden | ausgeschieden | ausgeschieden | ausgeschieden     | ausgeschieden | ausgeschieden           | ausgeschieden           | ausgeschieden       | ausgeschieden    | 17     |
| Mixed |                    |               |          |               |               |               |               |                   |               |                         |                         |                     |                  |        |
| Daniel Cargnin Leonardo Gonçalves Willian Lima Rafael Macedo Larissa Pimenta Ketleyn Quadros Guilherme Schimidt Rafael Silva Rafaela Silva Beatriz Souza | Mixed Team         | Freilos       | Freilos  | Kasachstan    | 4:2           | Deutschland   | 3:4           | —                 | —             | Serbien                 | 4:1                     | Italien             | 4:3              | Bronze |

### Kanu
Bei den Kanurennsport-Weltmeisterschaften 2023 gewann Brasilien einen Startplatz im C1 der Männer. Beim panamerikanischen Qualifikationsevent in Sarasota konnten weitere Startplätze im C2 und K1 der Männer sowie C1 und K1 der Frauen erreicht werden. Im Kanuslalom konnte man bei den Weltmeisterschaften 2023 Quotenplätze im K1 und C1 der Frauen erreichen. Bei der panamerikanischen Qualifikation in Rio de Janeiro konnte zudem ein Startplatz im K1 der Männer erfahren werden.

#### Kanurennsport
| Athleten                          | Wettbewerb | Vorlauf     | Vorlauf | Viertelfinale | Viertelfinale | Halbfinale    | Halbfinale    | A/B-Finale        | A/B-Finale    | Rang   |
| Athleten                          | Wettbewerb | Zeit        | Rang    | Zeit          | Rang          | Zeit          | Rang          | Zeit              | Rang          | Rang   |
| --------------------------------- | ---------- | ----------- | ------- | ------------- | ------------- | ------------- | ------------- | ----------------- | ------------- | ------ |
| Frauen                            |            |             |         |               |               |               |               |                   |               |        |
| Valdenice Conceição               | C1 200 m   | 48,57 s     | 2       | ―             | ―             | 46,46 s       | 5             | B-Finale: 46,82 s | 5             | 13     |
| Ana Paula Vergutz                 | K1 500 m   | 1:54,98 min | 5       | 1:56,09 min   | 5             | 1:54,19 min   | 8             | ausgeschieden     | ausgeschieden | 29     |
| Männer                            |            |             |         |               |               |               |               |                   |               |        |
| Isaquias Queiroz                  | C1 1000 m  | 3:53,94 min | 2       | ―             | ―             | 3:44,80 min   | 2             | 3:44,33 min       | 2             | Silber |
| Mateus Nunes                      | C1 1000 m  | 3:52,60 min | 3       | 4:08,50 min   | 5             | ausgeschieden | ausgeschieden | ausgeschieden     | ausgeschieden | 23     |
| Isaquias Queiroz Jacky Nascimento | C2 500 m   | 1:39,38 min | 3       | 1:38,78 min   | 1             | 1:39,95 min   | 3             | 1:42,58 min       | 8             | 8      |
| Vagner Souta                      | K1 1000 m  | 3:46,17 min | 4       | 3:50,72 min   | 6             | ausgeschieden | ausgeschieden | ausgeschieden     | ausgeschieden | 27     |

#### Kanuslalom
| Athleten        | Wettbewerb | Vorlauf  | Vorlauf | Halbfinale    | Halbfinale    | Finale        | Finale        | Rang |
| Athleten        | Wettbewerb | Zeit     | Rang    | Zeit          | Rang          | Zeit          | Rang          | Rang |
| --------------- | ---------- | -------- | ------- | ------------- | ------------- | ------------- | ------------- | ---- |
| Frauen          |            |          |         |               |               |               |               |      |
| Ana Satila      | C1         | 105,16 s | 3       | 109,88 s      | 5             | 112,70 s      | 5             | 5    |
| Ana Satila      | K1         | 96,88 s  | 14      | 102,23 s      | 5             | 100,69 s      | 4             | 4    |
| Männer          |            |          |         |               |               |               |               |      |
| Pedro Gonçalves | C1         | 111,07 s | 18      | ausgeschieden | ausgeschieden | ausgeschieden | ausgeschieden | 18   |
| Pedro Gonçalves | K1         | 86,64 s  | 6       | 147,09 s      | 20            | ausgeschieden | ausgeschieden | 20   |

Boater-Cross
| Frauen          |          |         |   |   |   |   |               |               |               |    |
| Ana Satila      | K1 Cross | 72,64 s | 5 | 3 | 1 | 2 | 2             | 3             | B-Finale: 4   | 8  |
| Männer          |          |         |   |   |   |   |               |               |               |    |
| Pedro Gonçalves | K1 Cross | 66,41 s | 2 | 2 | — | 4 | ausgeschieden | ausgeschieden | ausgeschieden | 27 |

### Leichtathletik
Brasilianische Leichtathleten hatten die Olympianormen des Weltverbandes in diversen Disziplinen erreicht. Zudem qualifizierte sich die 4 × 400 m-Staffel der Männer über die World Athletics Relays 2024, die in Nassau stattfanden. Der Kugelstoßerin Lívia Avancini, dem Geher Max Batista und dem Sprinter Hygor Bezerra wurde durch World Athletics und die Athletics Integrity Unit der Start bei den Olympischen Sommerspielen verweigert. Gegen diese Entscheidung zogen die drei Leichtathleten vor den Internationalen Sportgerichtshof (CAS) und das Gericht kippte die bisherige Entscheidung, sodass sie bei den Olympischen Spielen starten durften.
Laufen und Gehen
| Athleten                                                         | Wettbewerb          | Vorlauf     | Vorlauf | Hoffnungslauf | Hoffnungslauf | Halbfinale    | Halbfinale    | Finale        | Finale        | Rang          |
| Athleten                                                         | Wettbewerb          | Zeit        | Rang    | Zeit          | Rang          | Zeit          | Rang          | Zeit          | Rang          | Rang          |
| ---------------------------------------------------------------- | ------------------- | ----------- | ------- | ------------- | ------------- | ------------- | ------------- | ------------- | ------------- | ------------- |
| Frauen                                                           |                     |             |         |               |               |               |               |               |               |               |
| Ana Azevedo                                                      | 100 m               | 11,32 s     | 4       | ausgeschieden | ausgeschieden | ausgeschieden | ausgeschieden | ausgeschieden | ausgeschieden | ausgeschieden |
| Vitória Cristina Rosa                                            | 100 m               | 12,02 s     | 8       | ausgeschieden | ausgeschieden | ausgeschieden | ausgeschieden | ausgeschieden | ausgeschieden | ausgeschieden |
| Ana Azevedo                                                      | 200 m               | 23,37 s     | 8       | ausgeschieden | ausgeschieden | ausgeschieden | ausgeschieden | ausgeschieden | ausgeschieden | ausgeschieden |
| Lorraine Martins                                                 | 200 m               | 23,68 s     | 8       | ausgeschieden | ausgeschieden | ausgeschieden | ausgeschieden | ausgeschieden | ausgeschieden | ausgeschieden |
| Tiffani Marinho                                                  | 400 m               | 52,62 s     | 5       | 52,32 s       | 6             | ausgeschieden | ausgeschieden | ausgeschieden | ausgeschieden | ausgeschieden |
| Flávia de Lima                                                   | 800 m               | 2:00,73 min | 6       | 2:01,64 min   | 5             | ausgeschieden | ausgeschieden | ausgeschieden | ausgeschieden | ausgeschieden |
| Chayenne da Silva                                                | 400 m Hürden        | 56,52 s     | 7       | 56,56 s       | 7             | ausgeschieden | ausgeschieden | ausgeschieden | ausgeschieden | ausgeschieden |
| Tatiane Raquel da Silva                                          | 3000 m Hindernis    | 9:33,96 min | 10      | —             | —             | —             | —             | ausgeschieden | ausgeschieden | ausgeschieden |
| Viviane Lyra                                                     | 20 km Gehen         | —           | —       | —             | —             | —             | —             | 1:30:31 h     | 18            | 18            |
| Érica de Sena                                                    | 20 km Gehen         | —           | —       | —             | —             | —             | —             | 1:29:32 h     | 13            | 13            |
| Gabriela de Sousa                                                | 20 km Gehen         | —           | —       | —             | —             | —             | —             | 1:35:50 h     | 36            | 36            |
| Männer                                                           |                     |             |         |               |               |               |               |               |               |               |
| Felipe Bardi                                                     | 100 m               | 10,18 s     | 4       | ausgeschieden | ausgeschieden | ausgeschieden | ausgeschieden | ausgeschieden | ausgeschieden | ausgeschieden |
| Paulo André de Oliveira                                          | 100 m               | 10,46 s     | 8       | ausgeschieden | ausgeschieden | ausgeschieden | ausgeschieden | ausgeschieden | ausgeschieden | ausgeschieden |
| Erik Cardoso                                                     | 100 m               | 10,35       | 6       | ausgeschieden | ausgeschieden | ausgeschieden | ausgeschieden | ausgeschieden | ausgeschieden | ausgeschieden |
| Renan Gallina                                                    | 200 m               | 20,41 s     | 3       | ―             | ―             | 20,60 s       | 6             | ausgeschieden | ausgeschieden | ausgeschieden |
| Lucas Carvalho                                                   | 400 m               | 45,85 s     | 7       | 46,24 s       | 3             | ausgeschieden | ausgeschieden | ausgeschieden | ausgeschieden | ausgeschieden |
| Eduardo de Deus                                                  | 110 m Hürden        | 13,37 s     | 3       | ―             | ―             | 13,43 s       | 6             | ausgeschieden | ausgeschieden | ausgeschieden |
| Rafael Pereira                                                   | 110 m Hürden        | 13,47 s     | 6       | 13,54 s       | 1             | 13,87 s       | 8             | ausgeschieden | ausgeschieden | ausgeschieden |
| Matheus Lima                                                     | 400 m Hürden        | 48,90 s     | 2       | ―             | ―             | 49,08 s       | 4             | ausgeschieden | ausgeschieden | ausgeschieden |
| Alison dos Santos                                                | 400 m Hürden        | 48,75 s     | 3       | ―             | ―             | 47,95 s       | 3             | 47,26 s       | 3             | Bronze        |
| Max Batista                                                      | 20 km Gehen         | —           | —       | —             | —             | —             | —             | 1:22:16 h     | 28            | 28            |
| Caio Bonfim                                                      | 20 km Gehen         | —           | —       | —             | —             | —             | —             | 1:19:09 h     | 2             | Silber        |
| Matheus Corraea                                                  | 20 km Gehen         | —           | —       | —             | —             | —             | —             | 1:24:25 h     | 39            | 39            |
| Felipe Bardi Erik Cardoso Renan Gallina Gabriel Garcia           | 4 × 100 m           | 38,73 s     | 6       | —             | —             | —             | —             | ausgeschieden | ausgeschieden | ausgeschieden |
| Matheus Lima Douglas Mendes Jadson Erick Soares Lima Lucas Vilar | 4 × 400 m           | 3:00,95 min | 5       | —             | —             | —             | —             | ausgeschieden | ausgeschieden | ausgeschieden |
| Mixed                                                            |                     |             |         |               |               |               |               |               |               |               |
| Caio Bonfim Viviane Lyra                                         | Gehen Mixed-Staffel | —           | —       | —             | —             | —             | —             | 2:54:08 h     | 7             | 7             |

Springen und Werfen
| Athleten                 | Wettbewerb     | Qualifikation | Qualifikation | Finale        | Finale        | Rang |
| Athleten                 | Wettbewerb     | Weite/Höhe    | Rang          | Weite/Höhe    | Rang          | Rang |
| ------------------------ | -------------- | ------------- | ------------- | ------------- | ------------- | ---- |
| Frauen                   |                |               |               |               |               |      |
| Valdiléia Martins        | Hochsprung     | 1,92 m        | 11            | ogV           | ogV           | 11   |
| Juliana Campos           | Stabhochsprung | 4,40 m        | 21            | ausgeschieden | ausgeschieden | 21   |
| Lissandra Campos         | Weitsprung     | 6,02 m        | 31            | ausgeschieden | ausgeschieden | 31   |
| Eliane Martins           | Weitsprung     | 6,36 m        | 23            | ausgeschieden | ausgeschieden | 23   |
| Gabriele dos Santos      | Dreisprung     | 13,63 m       | 23            | ausgeschieden | ausgeschieden | 23   |
| Lívia Avancini           | Kugelstoßen    | 16,26 m       | 29            | ausgeschieden | ausgeschieden | 29   |
| Ana Caroline Silva       | Kugelstoßen    | 17,09 m       | 23            | ausgeschieden | ausgeschieden | 23   |
| Izabela da Silva         | Diskuswurf     | 61,68 m       | 17            | ausgeschieden | ausgeschieden | 17   |
| Andressa de Morais       | Diskuswurf     | 59,43 m       | 26            | ausgeschieden | ausgeschieden | 26   |
| Jucilene de Lima         | Speerwurf      | 57,56 m       | 28            | ausgeschieden | ausgeschieden | 28   |
| Männer                   |                |               |               |               |               |      |
| Fernando Ferreira        | Hochsprung     | 2,20 m        | 7             | ausgeschieden | ausgeschieden | 7    |
| Lucas dos Santos         | Weitsprung     | ogV           | ogV           | ausgeschieden | ausgeschieden | ―    |
| Almir dos Santos         | Dreisprung     | 17,06 m       | 3             | 16,41 m       | 11            | 11   |
| Welington Morais         | Kugelstoßen    | ogV           | ogV           | ausgeschieden | ausgeschieden | ―    |
| Luiz Mauricio da Silva   | Speerwurf      | 85,91 m       | 6             | 80,67 m       | 11            | 11   |
| Pedro Henrique Rodrigues | Speerwurf      | 79,46 m       | 19            | ausgeschieden | ausgeschieden | 19   |

Mehrkampf
| Athleten     | 100 m   | 100 m | Weitsprung | Weitsprung | Kugelstoßen | Kugelstoßen | Hochsprung | Hochsprung | 400 m   | 400 m | 110 m Hürden | 110 m Hürden | Diskuswurf | Diskuswurf | Stabhochsprung | Stabhochsprung | Speerwurf | Speerwurf | 1500 m      | 1500 m | Punkte | Rang |
| Athleten     | Zeit    | Pkte. | Weite      | Pkte.      | Weite       | Pkte.       | Höhe       | Pkte.      | Zeit    | Pkte. | Zeit         | Pkte.        | Weite      | Pkte.      | Höhe           | Pkte.          | Weite     | Pkte.     | Zeit        | Pkte.  | Punkte | Rang |
| ------------ | ------- | ----- | ---------- | ---------- | ----------- | ----------- | ---------- | ---------- | ------- | ----- | ------------ | ------------ | ---------- | ---------- | -------------- | -------------- | --------- | --------- | ----------- | ------ | ------ | ---- |
| Zehnkampf    |         |       |            |            |             |             |            |            |         |       |              |              |            |            |                |                |           |           |             |        |        |      |
| José Santana | 10,66 s | 938   | 7,24 m     | 871        | 13,97 m     | 727         | 1,93 m     | 740        | 48,78 s | 872   | 14,00 s      | 975          | 42,68 m    | 723        | 4,80 m         | 849            | 70,58 m   | 898       | 4:49,73 min | 620    | 8213   | 14   |

### Moderner Fünfkampf
Über die Panamerikanischen Spiele 2023 sicherte sich Isabela de Abreu ihren Startplatz für die Olympischen Spiele.
| Athleten         | Fechten | Fechten | Schwimmen   | Schwimmen | Reiten  | Reiten | Combined     | Combined | Punkte | Rang |
| Athleten         | Bilanz  | Punkte  | Zeit        | Punkte    | Zeit    | Punkte | Zeit         | Punkte   | Punkte | Rang |
| ---------------- | ------- | ------- | ----------- | --------- | ------- | ------ | ------------ | -------- | ------ | ---- |
| Frauen           |         |         |             |           |         |        |              |          |        |      |
| Isabela de Abreu | 10+0    | 175     | 2:25,63 min | 259       | 68,05 s | 288    | 12:22,30 min | 558      | 1280   | 32   |

### Radsport
Über die UCI-Straßen-Weltrangliste nach Nationen erhielt Brasilien einen Startplatz für das Straßenrennen der Frauen. Ebenfalls einen Startplatz erhielt man über die Panamerika-Meisterschaften 2023 für das Straßenrennen der Männer. Im Mountainbike ist man über das olympische Qualifikationsranking jeweils mit einem Athleten bei Männern und Frauen startberechtigt. Zudem erhielt man über die Panamerika-Meisterschaften 2023 einen Startplatz im BMX-Rennsport der Frauen. Im BMX-Freestyle konnte sich Gustavo Batista über die olympische Qualifikationsserie qualifizieren.

#### Straße
| Athleten              | Wettbewerb    | Zeit      | Rang |
| --------------------- | ------------- | --------- | ---- |
| Frauen                |               |           |      |
| Ana Vitória Magalhães | Straßenrennen | 4:10:47 h | 74   |
| Männer                |               |           |      |
| Vinicius Rangel       | Straßenrennen | 6:39:31 h | 71   |

#### Mountainbike
| Athleten      | Wettbewerb    | Zeit      | Rang |
| ------------- | ------------- | --------- | ---- |
| Frauen        |               |           |      |
| Raiza Goulão  | Cross-Country | LAP       | 28   |
| Männer        |               |           |      |
| Ulan Galinski | Cross-Country | 1:30:55 h | 21   |

#### BMX-Rennsport
| Athleten   | Wettbewerb | Viertelfinale | Viertelfinale | Last Chance Race | Last Chance Race | Halbfinale    | Halbfinale    | Finale        | Finale        | Rang |
| Athleten   | Wettbewerb | Punkte        | Rang          | Zeit             | Rang             | Punkte        | Rang          | Zeit          | Rang          | Rang |
| ---------- | ---------- | ------------- | ------------- | ---------------- | ---------------- | ------------- | ------------- | ------------- | ------------- | ---- |
| Frauen     |            |               |               |                  |                  |               |               |               |               |      |
| Paola Reis | BMX-Rennen | 16            | 15            | 2:14,343 min     | 7                | ausgeschieden | ausgeschieden | ausgeschieden | ausgeschieden | 19   |

#### BMX-Freestyle
| Athleten        | Wettbewerb | Qualifikation | Qualifikation | Finale | Finale |
| Athleten        | Wettbewerb | Punkte        | Rang          | Punkte | Rang   |
| --------------- | ---------- | ------------- | ------------- | ------ | ------ |
| Männer          |            |               |               |        |        |
| Gustavo Batista | Freestyle  | 85,79         | 8             | 90,20  | 6      |

### Reiten
Bei den Panamerikanischen Spielen 2023 qualifizierte sich Brasilien mit der Mannschaft im Vielseitigkeitsreiten. Auch im Springreiten ging eine Mannschaft an den Start. Diese qualifizierte sich über FEI Jumping Nations Cup 2023. Im Dressurreiten erhielt man zudem einen Startplatz im Einzel über die regionale Rangliste der Gruppe D/E (Amerika).

#### Dressurreiten
| Athleten                           | Wettbewerb | Prozent / Punkte           | Prozent / Punkte | Prozent / Punkte | Rang |
| Athleten                           | Wettbewerb | Grand Prix (Qualifikation) | GP Spécial       | GP Kür           | Rang |
| ---------------------------------- | ---------- | -------------------------- | ---------------- | ---------------- | ---- |
| João Victor Oliva mit Feel Good VO | Einzel     | 70,093                     | —                | ausgeschieden    | 33   |

#### Springreiten
| Athleten                                                     | Wettbewerb | Strafpunkte   | Strafpunkte   | Strafpunkte   | Strafpunkte   | Strafpunkte   | Strafpunkte   | Rang |
| Athleten                                                     | Wettbewerb | Einzelwertung | Einzelwertung | Einzelwertung | Nationenpreis | Nationenpreis | Nationenpreis | Rang |
| Athleten                                                     | Wettbewerb | 1. Umlauf     | 2. Umlauf     | Stechen       | 1. Umlauf     | 2. Umlauf     | Stechen       | Rang |
| ------------------------------------------------------------ | ---------- | ------------- | ------------- | ------------- | ------------- | ------------- | ------------- | ---- |
| Stephan Barcha mit Chevaux Primavera Montana Império Egípcio | Einzel     | (0)           | (4)           | ausgeschieden | —             | —             | —             | 5    |
| Yuri Mansur mit Miss Blue                                    | Einzel     | (19)          | ausgeschieden | ausgeschieden | —             | —             | —             | 62   |
| Rodrigo Pessoa mit Major Tom                                 | Einzel     | (0)           | RET           | ausgeschieden | —             | —             | —             | ―    |
| Stephan Barcha Yuri Mansur Rodrigo Pessoa                    | Mannschaft | —             | —             | —             | EL            | ausgeschieden | ausgeschieden | ―    |

#### Vielseitigkeitsreiten
| Athleten | Wettbewerb | Minuspunkte Dressur | Minuspunkte Gelände | Minuspunkte Springen | Minuspunkte Springen | Minuspunkte Gesamt | Rang          |
| --- | ---------- | ------------------- | ------------------- | -------------------- | -------------------- | ------------------ | ------------- |
| Márcio Jorge mit Castle Howard Casanova                                                                                       | Einzel     | 33,30               | 42,40               | 4,00                 | ausgeschieden        | 79,70              | 44            |
| Rafael Losano mit Withington                                                                                                  | Einzel     | 32,40               | 9,20                | 5,20                 | ausgeschieden        | 46,80              | 27            |
| Carlos Parro mit Safira | Einzel     | 37,70               | 22,40               | ausgeschieden        | ausgeschieden        | ausgeschieden      | ausgeschieden |
| Ruy Fonseca mit Ballypatrick SRS Márcio Jorge mit Castle Howard Casanova Rafael Losano mit Withington Carlos Parro mit Safira | Mannschaft | 103,40              | 74,00               | 17,20                | —                    | 214,60             | 12            |

### Ringen
Beim internationalen Qualifikationsturnier in Istanbul konnte ein Startplatz in der Gewichtsklasse bis 57 kg bei den Frauen gewonnen werden.

#### Freier Stil
Legende: G = Gewonnen, V = Verloren, S = Schultersieg
| Athleten         | Wettbewerb       | Achtelfinale | Achtelfinale | Viertelfinale | Viertelfinale | Halbfinale | Halbfinale | Hoffnungsrunde Halbfinale | Hoffnungsrunde Halbfinale | Hoffnungsrunde Finale | Hoffnungsrunde Finale | Finale | Finale   | Rang |
| Athleten         | Wettbewerb       | Gegner       | Ergebnis     | Gegner        | Ergebnis      | Gegner     | Ergebnis   | Gegner                    | Ergebnis                  | Gegner                | Ergebnis              | Gegner | Ergebnis | Rang |
| ---------------- | ---------------- | ------------ | ------------ | ------------- | ------------- | ---------- | ---------- | ------------------------- | ------------------------- | --------------------- | --------------------- | ------ | -------- | ---- |
| Frauen           |                  |              |              |               |               |            |            |                           |                           |                       |                       |        |          |      |
| Giullia Penalber | Klasse bis 57 kg | R. Aquino    | 5:0          | A. Nichita    | 0:5           | —          | —          | S. Paruszewski            | 3:0                       | Hong K.               | 0:4                   | —      | —        | 5    |

### Rudern
Bei der amerikanischen Qualifikationsregatta im heimischen Rio de Janeiro konnten Quotenplätze in den beiden Einer-Bootsklassen erreicht werden.
| Athleten        | Wettbewerb | Vorlauf     | Vorlauf | Vorlauf       | Hoffnungslauf / Viertelfinale | Hoffnungslauf / Viertelfinale | Hoffnungslauf / Viertelfinale | Halbfinale  | Halbfinale | Halbfinale    | Finale      | Finale | Rang |
| Athleten        | Wettbewerb | Zeit        | Rang    | Qualifikation | Zeit                          | Rang                          | Qualifikation                 | Zeit        | Rang       | Qualifikation | Zeit        | Rang   | Rang |
| --------------- | ---------- | ----------- | ------- | ------------- | ----------------------------- | ----------------------------- | ----------------------------- | ----------- | ---------- | ------------- | ----------- | ------ | ---- |
| Frauen          |            |             |         |               |                               |                               |                               |             |            |               |             |        |      |
| Beatriz Tavares | Einer      | 7:49,66 min | 3       | Viertelfinale | 7:47,29 min                   | 4                             | Halbfinale C/D                | 7:49,96 min | 3          | Finale C      | 7:31,31 min | 3      | 15   |
| Männer          |            |             |         |               |                               |                               |                               |             |            |               |             |        |      |
| Lucas Verthein  | Einer      | 6:54,96 min | 3       | Viertelfinale | 6:55,36 min                   | 4                             | Halbfinale C/D                | 6:55,07 min | 1          | Finale C      | 6:47,37 min | 3      | 15   |

### 7er-Rugby
Durch den Sieg beim südamerikanischen Qualifikationsturnier in Montevideo qualifizierten sich die brasilianischen Frauen für die Olympischen Spiele.
| Wettbewerb         | Frauen |
| ------------------ | --- |
| Athleten           | Mariana Nicolau Luiza Campos Milena Silva Gisele Gomes dos Santos Thalia Costa Thalita da Silva Costa Yasmim Soares Marina Fioravanti Gabriela Lima Raquel Kochhann Bianca Silva Marcelle Souza Leila dos Santos Silva Isadora Lopes |
| Trainer            | William Broderick |
| Gruppenphase       | Frankreich (0:26) Vereinigte Staaten (5:24) Japan (12:39) |
| Platzierungsspiele | Fidschi (28:22) Japan (7:38) |
| Rang               | 10 |

### Schießen
Im bis zum 9. Juni 2024 laufenden Qualifikationszeitraum konnten drei Quotenplätze erreicht werden.
| Athleten             | Wettbewerb                                 | Qualifikation   | Qualifikation | Finale          | Finale        |
| Athleten             | Wettbewerb                                 | Ringe/ Scheiben | Rang          | Ringe/ Scheiben | Rang          |
| -------------------- | ------------------------------------------ | --------------- | ------------- | --------------- | ------------- |
| Frauen               |                                            |                 |               |                 |               |
| Geovana Mayer        | 10 m Luftgewehr                            | 623,5           | 38            | ausgeschieden   | ausgeschieden |
| Geovana Mayer        | 50 m Kleinkalibergewehr Dreistellungskampf | 581             | 22            | ausgeschieden   | ausgeschieden |
| Georgia Furquim      | Skeet                                      | 111             | 26            | ausgeschieden   | ausgeschieden |
| Männer               |                                            |                 |               |                 |               |
| Philipe Chateaubrian | 10 m Luftpistole                           | 561             | 31            | ausgeschieden   | ausgeschieden |

### Schwimmen
Brasilianische Schwimmer hatten die olympischen Normzeiten des Weltverbandes in diversen Wettbewerben erreicht. Zudem qualifizierten sich fünf brasilianische Staffeln. Im Freiwasser waren über die Weltmeisterschaften 2024 zwei Frauen startberechtigt.
| Athleten                                                                          | Wettbewerb          | Vorlauf      | Vorlauf | Halbfinale    | Halbfinale    | Finale        | Finale        | Rang |
| Athleten                                                                          | Wettbewerb          | Zeit         | Rang    | Zeit          | Rang          | Zeit          | Rang          | Rang |
| --------------------------------------------------------------------------------- | ------------------- | ------------ | ------- | ------------- | ------------- | ------------- | ------------- | ---- |
| Frauen                                                                            |                     |              |         |               |               |               |               |      |
| Maria Fernanda Costa                                                              | 200 m Freistil      | 1:56,65 min  | 8       | 1:56,89 min   | 11            | ausgeschieden | ausgeschieden | 11   |
| Maria Fernanda Costa                                                              | 400 m Freistil      | 4:03,47 min  | 7       | —             | —             | 4:03,53 min   | 7             | 7    |
| Gabrielle Roncatto                                                                | 400 m Freistil      | 4:10,46 min  | 16      | —             | —             | ausgeschieden | ausgeschieden | 16   |
| Maria Fernanda Costa                                                              | 800 m Freistil      | 7:54,41 min  | 20      | —             | —             | ausgeschieden | ausgeschieden | 20   |
| Beatriz Dizotti                                                                   | 1500 m Freistil     | 16:05,40 min | 7       | —             | —             | 16:02,86 min  | 7             | 7    |
| Stephanie Balduccini Maria Paula Heitmann Giovana Medeiros Ana Carolina Vieira    | 4 × 100 m Freistil  | 3:40,60 min  | 12      | —             | —             | ausgeschieden | ausgeschieden | 12   |
| Maria Fernanda Costa Gabrielle Roncatto Stephanie Balduccini Maria Paula Heitmann | 4 × 200 m Freistil  | 7:52,81 min  | 5       | —             | —             | 7:52,90 min   | 7             | 7    |
| Ana Marcela Cunha                                                                 | 10 km Freiwasser    | —            | —       | —             | —             | 2:04:15,7 h   | 4             | 4    |
| Viviane Jungblut                                                                  | 10 km Freiwasser    | —            | —       | —             | —             | 2:06:15,8 h   | 11            | 11   |
| Männer                                                                            |                     |              |         |               |               |               |               |      |
| Guilherme Santos                                                                  | 50 m Freistil       | 22,31 s      | 33      | ausgeschieden | ausgeschieden | ausgeschieden | ausgeschieden | 33   |
| Marcelo Chierighini                                                               | 100 m Freistil      | 49,38 s      | 35      | ausgeschieden | ausgeschieden | ausgeschieden | ausgeschieden | 35   |
| Guilherme Santos                                                                  | 100 m Freistil      | 48,35 s      | 12      | 48,03 s       | 10            | ausgeschieden | ausgeschieden | 10   |
| Guilherme Costa                                                                   | 200 m Freistil      | DNS          | DNS     | DNS           | DNS           | DNS           | DNS           | DNS  |
| Guilherme Costa                                                                   | 400 m Freistil      | 3:44,23 min  | 2       | —             | —             | 3:42,76 min   | 5             | 5    |
| Eduardo Oliveira de Moraes                                                        | 400 m Freistil      | 3:51,74 min  | 28      | —             | —             | ausgeschieden | ausgeschieden | 28   |
| Guilherme Costa                                                                   | 800 m Freistil      | 7:54,41 min  | 20      | —             | —             | ausgeschieden | ausgeschieden | 20   |
| Kayky Mota                                                                        | 100 m Schmetterling | 52,11 s      | 22      | ausgeschieden | ausgeschieden | ausgeschieden | ausgeschieden | 22   |
| Nicolas Albiero                                                                   | 200 m Schmetterling | 1:56,49 min  | 18      | ausgeschieden | ausgeschieden | ausgeschieden | ausgeschieden | 18   |
| Marcelo Chierighini Breno Correia Gabriel Santos Guilherme Santos                 | 4 × 100 m Freistil  | 3:14,22 min  | 10      | —             | —             | ausgeschieden | ausgeschieden | 10   |
| Guilherme Santos Fernando Scheffer Murilo Sartori Eduardo Oliveira de Moraes      | 4 × 200 m Freistil  | 7:10,26 min  | 22      | —             | —             | ausgeschieden | ausgeschieden | 22   |
| Mixed                                                                             |                     |              |         |               |               |               |               |      |
| Guilherme Basseto Gabrielle Roncatto Nicolas Albiero Stephanie Balduccini         | 4 × 100 m Lagen     | 3:57,27 min  | 16      | —             | —             | ausgeschieden | ausgeschieden | 16   |

### Segeln
Brasiliens Segler konnten sich im Laufe der Qualifikationsperiode in acht von zehn Bootsklassen für die Olympischen Spiele qualifizieren.
| Athleten                             | Wettbewerb        | Qualifikation | Qualifikation | Medal Race    | Medal Race    | Punkte | Rang |
| Athleten                             | Wettbewerb        | Punkte        | Rang          | Punkte        | Rang          | Punkte | Rang |
| ------------------------------------ | ----------------- | ------------- | ------------- | ------------- | ------------- | ------ | ---- |
| Frauen                               |                   |               |               |               |               |        |      |
| Gabriella Kidd                       | Laser Radial      | 198           | 33            | ausgeschieden | ausgeschieden | 198    | 33   |
| Martine Grael Kahena Kunze           | 49erFX            | 102           | 9             | 10            | 5             | 112    | 8    |
| Männer                               |                   |               |               |               |               |        |      |
| Mateus Isaac                         | Windsurfen iQFoiL | 130           | 16            | ausgeschieden | ausgeschieden | 130    | 16   |
| Bruno Fontes                         | Laser             | 161           | 28            | ausgeschieden | ausgeschieden | 161    | 28   |
| Bruno Lobo                           | Formula Kite      | 28            | 7             | Halbfinale    | Halbfinale    | ―      | 7    |
| Marco Soffiatti Gabriel Silva Simões | 49er              | 166           | 19            | ausgeschieden | ausgeschieden | 166    | 19   |
| Mixed                                |                   |               |               |               |               |        |      |
| Henrique Duarte Isabel Swan          | 470er             | 64            | 10            | 20            | 10            | 84     | 10   |
| João Siemsen Marina Arndt            | Nacra 17          | 109           | 10            | 6             | 3             | 115    | 10   |

### Skateboard
Über die olympische Qualifikationsrangliste konnten sich zwölf brasilianische Skateboarder für die Wettbewerbe in Paris qualifizieren.
| Athleten        | Wettbewerb | Qualifikation | Qualifikation | Finale        | Finale        | Rang   |
| Athleten        | Wettbewerb | Punkte        | Rang          | Punkte        | Rang          | Rang   |
| --------------- | ---------- | ------------- | ------------- | ------------- | ------------- | ------ |
| Frauen          |            |               |               |               |               |        |
| Raicca Ventura  | Park       | 76,24         | 12            | ausgeschieden | ausgeschieden | 12     |
| Dora Varella    | Park       | 82,29         | 8             | 89,14         | 4             | 4      |
| Isadora Pacheco | Park       | 82,07         | 9             | ausgeschieden | ausgeschieden | 9      |
| Rayssa Leal     | Street     | 241,43        | 7             | 253,37        | 3             | Bronze |
| Pâmela Rosa     | Street     | 205,23        | 16            | ausgeschieden | ausgeschieden | 16     |
| Gabi Mazetto    | Street     | 144,35        | 19            | ausgeschieden | ausgeschieden | 19     |
| Männer          |            |               |               |               |               |        |
| Augusto Akio    | Park       | 88,98         | 8             | 91,85         | 3             | Bronze |
| Pedro Barros    | Park       | 89,24         | 6             | 91,65         | 4             | 4      |
| Luigi Cini      | Park       | 89,10         | 7             | 76,89         | 7             | 7      |
| Kelvin Hoefler  | Street     | 265,24        | 6             | 270,27        | 6             | 6      |
| Giovanni Vianna | Street     | 178,52        | 13            | ausgeschieden | ausgeschieden | 13     |
| Felipe Gustavo  | Street     | 157,89        | 15            | ausgeschieden | ausgeschieden | 15     |

### Surfen
Bei den verschiedenen Qualifikationsveranstaltungen konnten sich insgesamt sechs brasilianische Surfer qualifizieren, sodass man auf Tahiti mit dem größtmöglichen Team an den Start geht.
| Athleten            | Wettbewerb | 1. Runde | 1. Runde | 2. Runde     | 2. Runde    | 3. Runde    | 3. Runde    | Viertelfinale | Viertelfinale | Halbfinale    | Halbfinale    | Finale / Platz 3 | Finale / Platz 3 | Rang   |
| Athleten            | Wettbewerb | Punkte   | Rang     | Gegner       | Ergebnis    | Gegner      | Ergebnis    | Gegner        | Ergebnis      | Gegner        | Ergebnis      | Gegner           | Ergebnis         | Rang   |
| ------------------- | ---------- | -------- | -------- | ------------ | ----------- | ----------- | ----------- | ------------- | ------------- | ------------- | ------------- | ---------------- | ---------------- | ------ |
| Frauen              |            |          |          |              |             |             |             |               |               |               |               |                  |                  |        |
| Tatiana Weston-Webb | Shortboard | 10,33    | 2        | C. Resano    | 9,50:3,30   | C. Simmers  | 12,34:1,93  | N. Erostarbe  | 8,10:6,34     | B. Hennessy   | 13,66:6,17    | C. Marks         | 10,33:10,50      | Silber |
| Tainá Hinckel       | Shortboard | 5,73     | 2        | S. Olin      | 7,10:6,30   | L. Silva    | 5,93:6,00   | ausgeschieden | ausgeschieden | ausgeschieden | ausgeschieden | ausgeschieden    | ausgeschieden    | 9      |
| Luana Silva         | Shortboard | 7,27     | 1        | Freilos      | Freilos     | T. Hinckel  | 6,00:5,93   | B. Hennessy   | 5,47:6,37     | ausgeschieden | ausgeschieden | ausgeschieden    | ausgeschieden    | 5      |
| Männer              |            |          |          |              |             |             |             |               |               |               |               |                  |                  |        |
| Filipe Toledo       | Shortboard | 7,63     | 2        | B. Stairmand | 17,00:14,00 | R. Inaba    | 2,46:6,00   | ausgeschieden | ausgeschieden | ausgeschieden | ausgeschieden | ausgeschieden    | ausgeschieden    | 9      |
| João Chianca        | Shortboard | 10,07    | 1        | Freilos      | Freilos     | R. Boukhiam | 18,10:17,80 | G. Medina     | 9,33:14,77    | ausgeschieden | ausgeschieden | ausgeschieden    | ausgeschieden    | 5      |
| Gabriel Medina      | Shortboard | 13,50    | 1        | Freilos      | Freilos     | K. Igarashi | 17,40:7,04  | J. Chianca    | 14,77:9,33    | J. Robinson   | 6,33:12,33    | A. Correa        | 15,54:12,43      | Bronze |

### Taekwondo
Über das amerikanische Qualifikationsturnier in Santo Domingo konnten sich drei brasilianische Athleten im Taekwondo qualifizieren. Zudem gelang Caroline Santos über die olympische Qualifikationsrangliste im Mittelgewicht der Frauen.
| Athleten            | Wettbewerb       | Achtelfinale    | Achtelfinale | Viertelfinale | Viertelfinale | Hoffnungsrunde Halbfinale | Hoffnungsrunde Halbfinale | Halbfinale    | Halbfinale    | Hoffnungsrunde Finale | Hoffnungsrunde Finale | Finale        | Finale        | Rang   |
| Athleten            | Wettbewerb       | Gegner          | Ergebnis     | Gegner        | Ergebnis      | Gegner                    | Ergebnis                  | Gegner        | Ergebnis      | Gegner                | Ergebnis              | Gegner        | Ergebnis      | Rang   |
| ------------------- | ---------------- | --------------- | ------------ | ------------- | ------------- | ------------------------- | ------------------------- | ------------- | ------------- | --------------------- | --------------------- | ------------- | ------------- | ------ |
| Frauen              |                  |                 |              |               |               |                           |                           |               |               |                       |                       |               |               |        |
| Maria Clara Pacheco | Klasse bis 57 kg | S. Hymer        | 2:0          | Luo Z.        | 1:2           | ausgeschieden             | ausgeschieden             | ausgeschieden | ausgeschieden | ausgeschieden         | ausgeschieden         | ausgeschieden | ausgeschieden | 9      |
| Caroline Santos     | Klasse bis 67 kg | S. Tongchan     | 0:2          | ausgeschieden | ausgeschieden | ausgeschieden             | ausgeschieden             | ausgeschieden | ausgeschieden | ausgeschieden         | ausgeschieden         | ausgeschieden | ausgeschieden | 11     |
| Männer              |                  |                 |              |               |               |                           |                           |               |               |                       |                       |               |               |        |
| Edival Pontes       | Klasse bis 68 kg | Z. Kareem       | 1:2          | ausgeschieden | ausgeschieden | H. Reçber                 | 2:1                       | ausgeschieden | ausgeschieden | J. Pérez              | 2:1                   | ausgeschieden | ausgeschieden | Bronze |
| Henrique Rodrigues  | Klasse bis 80 kg | S. Al-Sharabaty | 2:0          | Seo G.-w.     | 0:2           | ausgeschieden             | ausgeschieden             | ausgeschieden | ausgeschieden | ausgeschieden         | ausgeschieden         | ausgeschieden | ausgeschieden | 9      |

### Tennis
Über die ATP- und WTA-Ranglisten sowie die Panamerikanischen Spiele 2023 qualifizierten sich fünf brasilianische Tennisspieler für die in Stade Roland Garros ausgetragenen Wettbewerbe.
| Athleten                            | Wettbewerb | 1. Runde                  | 1. Runde         | 2. Runde          | 2. Runde      | Achtelfinale           | Achtelfinale  | Viertelfinale | Viertelfinale | Halbfinale    | Halbfinale    | Finale / Platz 3 | Finale / Platz 3 | Rang |
| Athleten                            | Wettbewerb | Gegner                    | Ergebnis         | Gegner            | Ergebnis      | Gegner                 | Ergebnis      | Gegner        | Ergebnis      | Gegner        | Ergebnis      | Gegner           | Ergebnis         | Rang |
| ----------------------------------- | ---------- | ------------------------- | ---------------- | ----------------- | ------------- | ---------------------- | ------------- | ------------- | ------------- | ------------- | ------------- | ---------------- | ---------------- | ---- |
| Frauen                              |            |                           |                  |                   |               |                        |               |               |               |               |               |                  |                  |      |
| Beatriz Haddad Maia                 | Einzel     | W. Gratschowa             | 6:4, 4:6, 6:0    | A. K. Schmiedlová | 4:6, 4:6      | ausgeschieden          | ausgeschieden | ausgeschieden | ausgeschieden | ausgeschieden | ausgeschieden | ausgeschieden    | ausgeschieden    | 17   |
| Laura Pigossi                       | Einzel     | D. Jastremska             | 6:3, 5:7, 0:6    | ausgeschieden     | ausgeschieden | ausgeschieden          | ausgeschieden | ausgeschieden | ausgeschieden | ausgeschieden | ausgeschieden | ausgeschieden    | ausgeschieden    | 33   |
| Beatriz Haddad Maia Luisa Stefani   | Doppel     | Yuan Y. / Zhang S.        | 6:4, 6:4         | —                 | —             | K. Boulter / H. Watson | 3:6, 4:6      | ausgeschieden | ausgeschieden | ausgeschieden | ausgeschieden | ausgeschieden    | ausgeschieden    | 9    |
| Männer                              |            |                           |                  |                   |               |                        |               |               |               |               |               |                  |                  |      |
| Thiago Seyboth Wild                 | Einzel     | T. M. Etcheverry          | 6:77, 2:6        | ausgeschieden     | ausgeschieden | ausgeschieden          | ausgeschieden | ausgeschieden | ausgeschieden | ausgeschieden | ausgeschieden | ausgeschieden    | ausgeschieden    | 33   |
| Thiago Monteiro                     | Einzel     | S. Báez                   | 4:6, 3:6         | ausgeschieden     | ausgeschieden | ausgeschieden          | ausgeschieden | ausgeschieden | ausgeschieden | ausgeschieden | ausgeschieden | ausgeschieden    | ausgeschieden    | 33   |
| Thiago Monteiro Thiago Seyboth Wild | Doppel     | A. Bublik / A. Nedowessow | 6:4, 6:4         | —                 | —             | A. Krajicek / R. Ram   | 4:6, 6:73     | ausgeschieden | ausgeschieden | ausgeschieden | ausgeschieden | ausgeschieden    | ausgeschieden    | 9    |
| Mixed                               |            |                           |                  |                   |               |                        |               |               |               |               |               |                  |                  |      |
| Luisa Stefani Thiago Seyboth Wild   | Mixed      | Wang X. / Zhang Z.        | 6:3, 3:6, [8:10] | —                 | —             | ausgeschieden          | ausgeschieden | ausgeschieden | ausgeschieden | ausgeschieden | ausgeschieden | ausgeschieden    | ausgeschieden    | 9    |

### Tischtennis
Über die Panamerikameisterschaften 2023 in Havanna haben sich beide brasilianische Teams qualifiziert, sodass auch in den beiden Einzelwettbewerben je zwei Spieler an den Start gehen können. Zudem gelang bei den Panamerikanischen Spielen 2023 die Qualifikation im Mixed-Doppel.
| Athleten                                         | Wettbewerb | 1. Runde | 1. Runde | 2. Runde   | 2. Runde | 3. Runde      | 3. Runde      | Achtelfinale        | Achtelfinale  | Viertelfinale | Viertelfinale | Halbfinale    | Halbfinale    | Finale / Platz 3 | Finale / Platz 3 | Rang |
| Athleten                                         | Wettbewerb | Gegner   | Erg.     | Gegner     | Erg.     | Gegner        | Erg.          | Gegner              | Erg.          | Gegner        | Erg.          | Gegner        | Erg.          | Gegner           | Erg.             | Rang |
| ------------------------------------------------ | ---------- | -------- | -------- | ---------- | -------- | ------------- | ------------- | ------------------- | ------------- | ------------- | ------------- | ------------- | ------------- | ---------------- | ---------------- | ---- |
| Frauen                                           |            |          |          |            |          |               |               |                     |               |               |               |               |               |                  |                  |      |
| Bruna Takahashi                                  | Einzel     | Freilos  | Freilos  | O. Edem    | 4:0      | L. Zhang      | 2:4           | ausgeschieden       | ausgeschieden | ausgeschieden | ausgeschieden | ausgeschieden | ausgeschieden | ausgeschieden    | ausgeschieden    | 17   |
| Giulia Takahashi                                 | Einzel     | Freilos  | Freilos  | Sun Y.     | 0:4      | ausgeschieden | ausgeschieden | ausgeschieden       | ausgeschieden | ausgeschieden | ausgeschieden | ausgeschieden | ausgeschieden | ausgeschieden    | ausgeschieden    | 33   |
| Bruna Takahashi Giulia Takahashi Bruna Alexandre | Mannschaft | —        | —        | —          | —        | —             | —             | Südkorea            | 1:3           | ausgeschieden | ausgeschieden | ausgeschieden | ausgeschieden | ausgeschieden    | ausgeschieden    | 9    |
| Männer                                           |            |          |          |            |          |               |               |                     |               |               |               |               |               |                  |                  |      |
| Hugo Calderano                                   | Einzel     | Freilos  | Freilos  | A. Pereira | 4:0      | Á. Robles     | 4:2           | A. Lebrun           | 4:1           | Jang W.-j.    | 4:0           | T. Möregårdh  | 2:4           | F. Lebrun        | 0:4              | 4    |
| Vitor Ishiy                                      | Einzel     | Freilos  | Freilos  | N. Lum     | 4:0      | D. Ovtcharov  | 1:4           | ausgeschieden       | ausgeschieden | ausgeschieden | ausgeschieden | ausgeschieden | ausgeschieden | ausgeschieden    | ausgeschieden    | 17   |
| Hugo Calderano Vitor Ishiy Guilherme Teodoro     | Mannschaft | —        | —        | —          | —        | —             | —             | Portugal            | 3:1           | Frankreich    | 0:3           | ausgeschieden | ausgeschieden | ausgeschieden    | ausgeschieden    | 5    |
| Mixed                                            |            |          |          |            |          |               |               |                     |               |               |               |               |               |                  |                  |      |
| Bruna Takahashi Vitor Ishiy                      | Doppel     | —        | —        | —          | —        | —             | —             | Á. Robles / M. Xiao | 2:4           | ausgeschieden | ausgeschieden | ausgeschieden | ausgeschieden | ausgeschieden    | ausgeschieden    | 9    |

### Triathlon
Über die olympische Qualifikationsrangliste qualifizierten sich bei Frauen und Männern je zwei brasilianische Triathleten. Dadurch kann auch eine Mixed-Staffel in Paris an den Start gehen.
| Athleten | Wettbewerb | Zeit      | Rang |
| --- | ---------- | --------- | ---- |
| Frauen |            |           |      |
| Djenyfer Arnold                                                                                              | Einzel     | 1:58:45 h | 20   |
| Vittoria Lopes                                                                                               | Einzel     | 2:00:10 h | 25   |
| Männer |            |           |      |
| Miguel Hidalgo                                                                                               | Einzel     | 1:44:27 h | 10   |
| Manoel Messias                                                                                               | Einzel     | 1:51:00 h | 45   |
| Mixed |            |           |      |
| Miguel Hidalgo (20:23 min) Djenyfer Arnold (22:44 min) Manoel Messias (20:42 min) Vittoria Lopes (23:34 min) | Staffel    | 1:27,23 h | 8    |

### Turnen
Bei den Weltmeisterschaften 2023 qualifizierten sich die brasilianischen Turnerinnen für die Olympischen Spiele. Bei den Männern konnte dort ein Quotenplatz im Mehrkampf und ein persönlicher Startplatz im Mehrkampf für Diogo Soares erreicht werden. In der Rhythmischen Sportgymnastik war man über die Weltmeisterschaften 2023 in der Gruppe und einer Athletin im Einzel qualifiziert. Im Trampolinturnen qualifizierte sich ebenfalls ein Mann und eine Frau.

#### Gerätturnen
| Athleten                                                                 | Wettbewerb           | Qualifikation | Qualifikation | Finale        | Finale        | Rang          |
| Athleten                                                                 | Wettbewerb           | Punkte        | Rang          | Punkte        | Rang          | Rang          |
| ------------------------------------------------------------------------ | -------------------- | ------------- | ------------- | ------------- | ------------- | ------------- |
| Frauen                                                                   |                      |               |               |               |               |               |
| Rebeca Andrade                                                           | Boden                | 13,900        | 2             | 14,166        | 1             | Gold          |
| Rebeca Andrade                                                           | Schwebebalken        | 14,500        | 3             | 13,933        | 4             | 4             |
| Rebeca Andrade                                                           | Sprung               | 14,683        | 2             | 14,966        | 2             | Silber        |
| Rebeca Andrade                                                           | Stufenbarren         | 14,400        | 10            | ausgeschieden | ausgeschieden | 10            |
| Rebeca Andrade                                                           | Mehrkampf Einzel     | 57,700        | 2             | 57,932        | 2             | Silber        |
| Jade Barbosa                                                             | Boden                | 13,500        | 12            | ausgeschieden | ausgeschieden | 12            |
| Jade Barbosa                                                             | Schwebebalken        | 13,100        | 34            | ausgeschieden | ausgeschieden | 34            |
| Jade Barbosa                                                             | Stufenbarren         | 12,733        | 55            | ausgeschieden | ausgeschieden | 55            |
| Jade Barbosa                                                             | Mehrkampf Einzel     | 53,066        | 20            | ausgeschieden | ausgeschieden | ausgeschieden |
| Lorrane Oliveira                                                         | Stufenbarren         | 12,733        | 55            | ausgeschieden | ausgeschieden | 55            |
| Flávia Saraiva                                                           | Boden                | 13,166        | 21            | ausgeschieden | ausgeschieden | 21            |
| Flávia Saraiva                                                           | Schwebebalken        | 13,133        | 33            | ausgeschieden | ausgeschieden | 33            |
| Flávia Saraiva                                                           | Stufenbarren         | 13,800        | 23            | ausgeschieden | ausgeschieden | 23            |
| Flávia Saraiva                                                           | Mehrkampf Einzel     | 54,199        | 11            | 54,032        | 9             | 9             |
| Júlia Soares                                                             | Boden                | 13,500        | 11            | ausgeschieden | ausgeschieden | 11            |
| Júlia Soares                                                             | Schwebebalken        | 13,800        | 8             | 12,333        | 7             | 7             |
| Rebeca Andrade Jade Barbosa Lorrane Oliveira Flávia Saraiva Júlia Soares | Mehrkampf Mannschaft | 166,499       | 4             | 164,497       | 3             | Bronze        |
| Männer                                                                   |                      |               |               |               |               |               |
| Arthur Mariano                                                           | Reck                 | 12,900        | 44            | ausgeschieden | ausgeschieden | 44            |
| Diogo Soares                                                             | Barren               | 13,933        | 43            | ausgeschieden | ausgeschieden | 43            |
| Diogo Soares                                                             | Boden                | 13,100        | 56            | ausgeschieden | ausgeschieden | 56            |
| Diogo Soares                                                             | Pauschenpferd        | 13,600        | 32            | ausgeschieden | ausgeschieden | 32            |
| Diogo Soares                                                             | Reck                 | 14,133        | 12            | ausgeschieden | ausgeschieden | 12            |
| Diogo Soares                                                             | Ringe                | 13,033        | 44            | ausgeschieden | ausgeschieden | 44            |
| Diogo Soares                                                             | Mehrkampf Einzel     | 81,999        | 19            | 78,698        | 23            | 23            |

#### Rhythmische Sportgymnastik
| Athletinnen                                                                       | Wettbewerb           | Qualifikation | Qualifikation | Finale        | Finale        | Rang |
| Athletinnen                                                                       | Wettbewerb           | Punkte        | Rang          | Punkte        | Rang          | Rang |
| --------------------------------------------------------------------------------- | -------------------- | ------------- | ------------- | ------------- | ------------- | ---- |
| Frauen                                                                            |                      |               |               |               |               |      |
| Barbara Domingos                                                                  | Mehrkampf Einzel     | 129,750       | 8             | 123,100       | 10            | 10   |
| Maria Eduarda Arakaki Victória Borges Déborah Medrado Sofia Pereira Nicole Pircio | Mehrkampf Mannschaft | 60,900        | 9             | ausgeschieden | ausgeschieden | 9    |

#### Trampolinturnen
| Athleten      | Wettbewerb | Qualifikation | Qualifikation | Finale        | Finale        | Rang |
| Athleten      | Wettbewerb | Punkte        | Rang          | Punkte        | Rang          | Rang |
| ------------- | ---------- | ------------- | ------------- | ------------- | ------------- | ---- |
| Frauen        |            |               |               |               |               |      |
| Camilla Gomes | Einzel     | 50,580        | 15            | ausgeschieden | ausgeschieden | 15   |
| Männer        |            |               |               |               |               |      |
| Rayan Dutra   | Einzel     | 56,370        | 12            | ausgeschieden | ausgeschieden | 12   |

### Volleyball
Brasiliens Männer qualifizierten sich bei einem Qualifikationsturnier in Rio de Janeiro in heimischer Halle für die Olympischen Spiele. Den Frauen gelang die Qualifikation beim Qualifikationsturnier in Tokio.
| Wettbewerb      | Frauen | Männer |
| --------------- | --- | --- |
| Athleten        | Julia Bergmann Macris Carneiro Nyeme Costa Diana Duarte Gabriela Guimarães Thaísa Menezes Rosamaria Montibeller Roberta Ratzke Tainara Santos Ana Carolina da Silva Ana Cristina de Souza Lorenne Teixeira | Lukas Bergmann Flavio Gualberto Thales Hoss Fernando Kreling Yoandy Leal Ricardo Lucarelli Bruno Rezende Lucas Saatkamp Isac Santos Alan Souza Darlan de Souza Adriano Xavier |
| P-Akkreditierte | Natalia Araújo | Henrique Honorato |
| Trainer         | José Roberto Guimarães | Bernardo Rezende |
| Gruppenphase    | Kenia 3:0 (25:14, 25:13, 25:12) Japan 3:0 (25:20, 25:17, 25:18) Polen 3:0 (25:21, 38:36, 25:14) | Italien 1:3 (23:25, 25:27, 25:18, 21:25) Polen 2:3 (25:22, 19:25, 25:19, 23:25, 12:15) Ägypten 3:0 (25:11, 25:13, 25:16)                                                      |
| Viertelfinale   | Dominikanische Republik 3:0 (25:22, 25:13, 25:17) | Vereinigte Staaten 1:3 (26:24, 28:30, 25:19, 25:19) |
| Halbfinale      | Vereinigte Staaten 2:3 (23:25, 25:18, 15:25, 25:23, 11:15) | ausgeschieden |
| Finale          | ausgeschieden | ausgeschieden |
| Rang            | Bronze | 8 |

### Wasserspringen
Bei den Schwimmweltmeisterschaften 2023 konnte je ein Quotenplatz im Turmspringen der Männer und Frauen erreicht werden. Der für die Männer qualifizierte Isaac Souza konnte aufgrund einer Verletzung nicht teilnehmen.
| Athleten        | Wettbewerb        | Vorkampf | Vorkampf | Halbfinale    | Halbfinale    | Finale        | Finale        | Rang |
| Athleten        | Wettbewerb        | Punkte   | Rang     | Punkte        | Rang          | Punkte        | Rang          | Rang |
| --------------- | ----------------- | -------- | -------- | ------------- | ------------- | ------------- | ------------- | ---- |
| Frauen          |                   |          |          |               |               |               |               |      |
| Ingrid Oliveira | Turmspringen 10 m | 255,90   | 23       | ausgeschieden | ausgeschieden | ausgeschieden | ausgeschieden | 23   |